# جوتفريد زمبر
جوتفريد زمبر (بالألمانية: Gottfried Semper)‏ (و. 1803 – 1879 م) هو مؤرخ الفن، ومهندس معماري، ومدرس، وأستاذ جامعي من ألمانيا . ولد في هامبورغ. تولى منصب بروفسور، Dresden Academy of Fine Arts (17 مايو 1834–9 مايو 1849) .
وهو عضو في المعهد الألماني للآثار.
توفي في روما.

## التعليم
تعلم في جامعة غوتنغن، وGelehrtenschule des Johanneums

## أعمال بارزة
من أهم أعماله:
- Semperoper
- متحف التاريخ الطبيعي فيينا
- متحف كونسثيستوريشيس
- Semper Synagogue
- قلعة شفيرين.

## مناصب وهيئات
أدار Dresden Academy of Fine Arts (17 مايو 1834–9 مايو 1849)، وFranz Christian Gau، وJacques Ignace Hittorff.

## جوائز
حصل على جوائز منها:
- وسام الاستحقاق للفنون والعلوم
- Pour le Mérite.

## روابط خارجية
- جوتفريد زمبر على موقع الموسوعة البريطانية (الإنجليزية)